# Paratipo

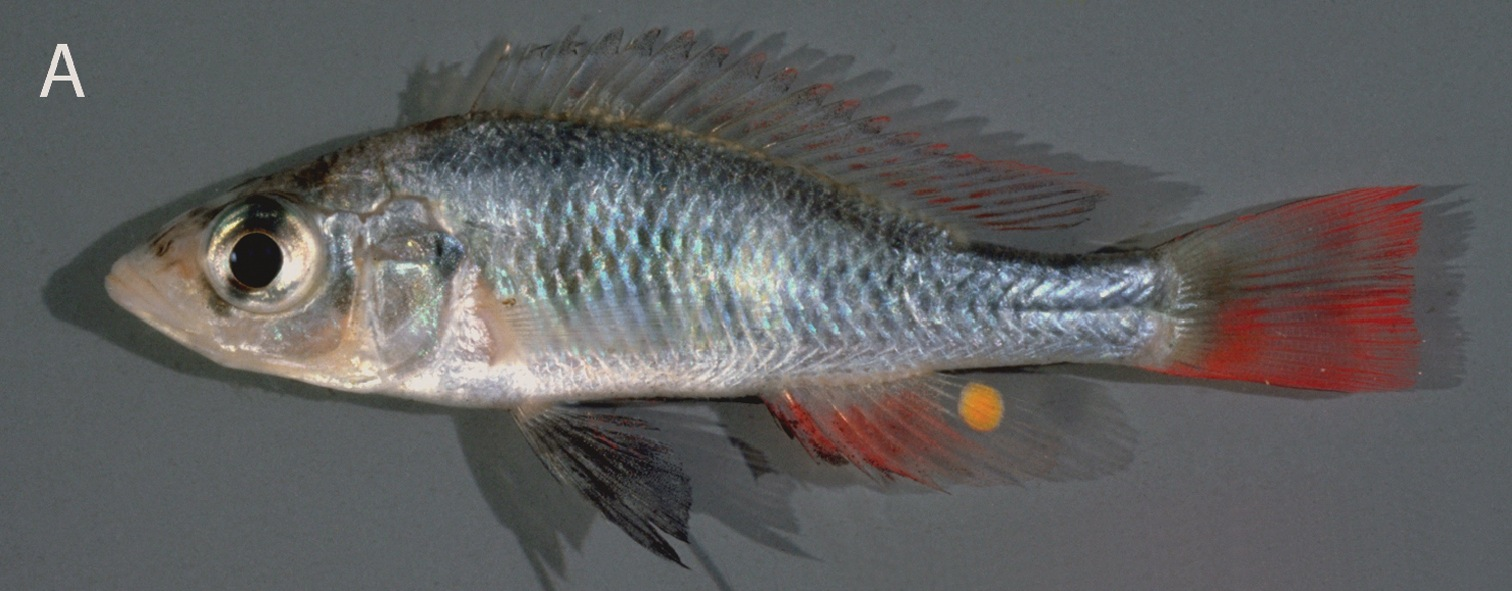
Haplochromis argens, paratipo RMNH.PISC.83622, catturato nel Golfo di Emin Pasha, Lago Vittoria

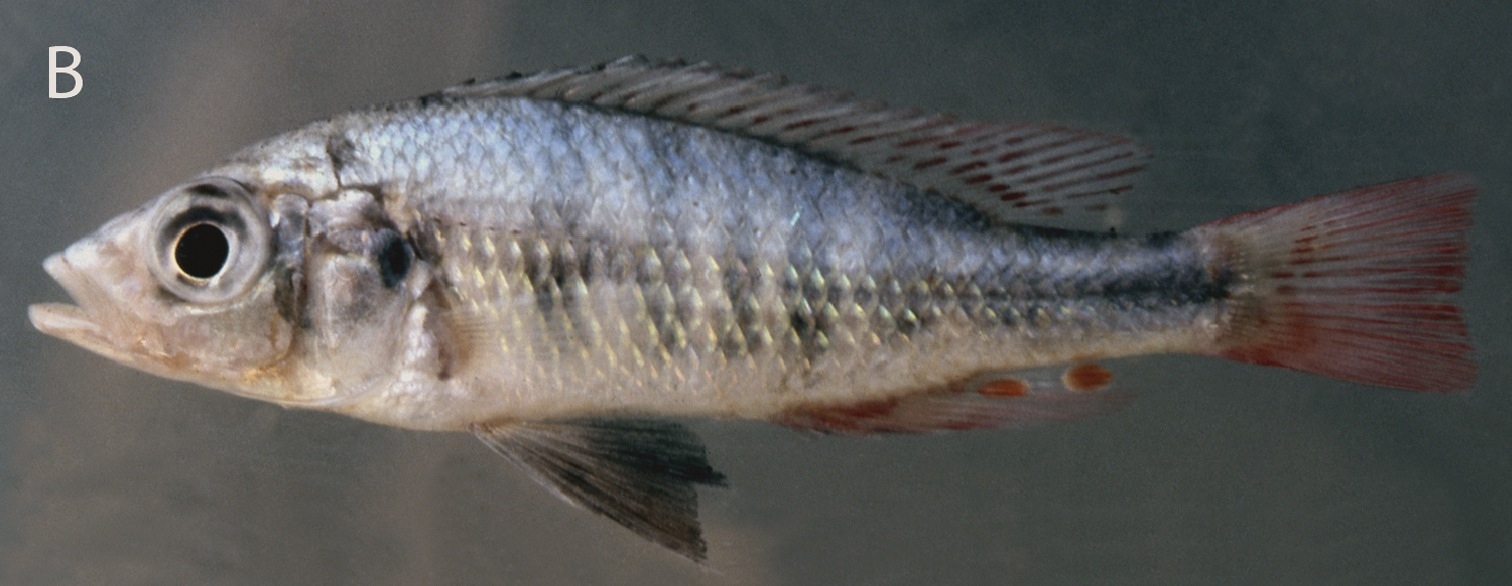
Haplochromis argens, paratipo RMNH.PISC.84067, catturato nel Golfo di Mwanza, Lago Vittoria

Un paratipo in zoologia (secondo il Codice internazionale di nomenclatura zoologica) è uno degli esemplari della serie tipo, escludendo l'olotipo.
Spesso vi sono più di un paratipo per specie, conservati nelle collezioni di ricerca dei musei, provenienti anche da diverse aree geografiche dell'olotipo.